# Змеиный клещевой дерматит
Змеи́ный клещево́й дермати́т — акариаз, вызванный укусами клеща Ophionyssus natricis.
Возбудитель Ophionyssus natricis (Gervais, 1844) (сем. Macronyssidae, отр. Mesostigmata) — эктопаразит змей, гематофаг. Паразит проходит 5 стадий развития: яйцо, личинка, протонимфа, дейтонимфа, имаго. Длительность жизненного цикла от 13 до 21 дней. Питаются клещи на стадии протонимфы и имаго. Самки откладывают около 30 яиц после кровососания (см. Гонотрофический цикл). При укусе змей O. natricis может переносить возбудителей ряда заболеваний, например, геморрагической септицемии змей.
Клещ приносит вред в зоопарках и террариумах, иногда приводя змей к смерти. Кроме змей, данный клещ поражает ящериц, черепах, крокодилов и других рептилий, а также человека. 
От укусов этих клещей страдает персонал зоопарков, ухаживающий за змеями, заражёнными клещами, а также герпетологи-любители, которые содержат змей в домашних условиях. Болезнь человека, вызванная укусами O. natricis, характеризуется возникновением папулёзной сыпи на поражённой коже и дерматитом.